# Niederhünigen
Niederhünigen es una comuna suiza del cantón de Berna, situada en el distrito administrativo de Berna-Mittelland. Limita al noroeste con la comuna de Konolfingen, al noreste con Mirchel, al este con Oberhünigen, al sur con Linden, y al oeste con Freimettigen.
Hasta el 31 de diciembre de 2009 situada en el distrito de Konolfingen.